# Jolico Cuadra
Jolico Cuadra (Zamboanga, 24 mei 1939 – Calamba, 30 april 2013), ook bekend als Juan Jose Jolicco en A.Z. Jolicco, was een Filipijns dichter en kunstcriticus.

## Biografie
Jolico Cuadra werd geboren op 24 mei 1939 in Zamboanga en groeide op in Davao en Manilla. Cuadra volgde onderwijs aan Ateneo de Manila University de University of the East en studeerde daarna aan École des Beaux-Arts en de Académie de la Grande Chaumière in Parijs. Naast zijn werk bij het Social Security System, is hij freelance schrijver en dichter. Ook was hij meer dan veertig jaar kunstcriticus voor kranten als Manila Chronicle en Manilla Bulletin. Hij werd bekend met zijn gedicht Dogstar dat hij in 1962 schreef. Andere gedichten van zijn hand verschenen in onder andere in Doveglion Book of Philippine Poetry (1962) van Jose Garcia Villa, in Sinaglahi (1975) en The Dogging Years (1978). 
Voor zijn Possibilitarian Poems kreeg hij in 1973 een eervolle onderscheiding van het Cultural Center of the Philippines (CCP). In 1978 won hij de tweede prijs bij de Palanca Memorial Awards voor the Dogging Years. Ook won hij in 1979 de SEA Write Award met Poems of Poison Pawn. Voor zijn werk als kunstcriticus ontving hij in 1967 de art criticism award van de Art Association of the Philippines voor zijn artikelen in de Manila Chronicle in de jaren 60. 
Jolico Cuadra leed sinds 2009 aan de ziekte van Parkinson en kreeg begin maart 2013 een beroerte. Op 30 april 2013 overleed hij Pamana Medical Center in Calamba op 73-jarige leeftijd aan de gevolgen van een longontsteking. Cuadra trouwde in 1960 met Joan Edades, een dochter van nationaal kunstenaar van de Filipijnen, Victorio Edades en kreeg met haar twee kinderen. Begin jaren 70 gingen ze uit elkaar en sinds eind jaren 70 was hij samen met dichter Chiqui Gomez. Met haar kreeg hij nog drie kinderen. 